# والت غاريسون
والت غاريسون (بالإنجليزية: Walt Garrison)‏ هو لاعب كرة قدم أمريكية أمريكي، ولد في 23 يوليو 1944 في دينتون في الولايات المتحدة.

## وصلات خارجية
- والت غاريسون على موقع مرجع كرة القدم المحترفة.كوم (الإنجليزية)
- والت غاريسون على موقع كلية كرة القدم في سبورتس رفرنس.كوم (الإنجليزية)